# Puig Oliver (Bescanó)
El Puig Oliver és una muntanya de 239 metres del municipi de Bescanó, a la comarca del Gironès.